# Marliens
Marliens – miejscowość i gmina we Francji, w regionie Burgundia-Franche-Comté, w departamencie Côte-d’Or.
Według danych na rok 1990 gminę zamieszkiwały 363 osoby, a gęstość zaludnienia wynosiła 83 osoby/km² (wśród 2044 gmin Burgundii Marliens plasuje się na 558. miejscu pod względem liczby ludności, natomiast pod względem powierzchni na miejscu 1273.).